# 陳文健
陳文健（1925年4月21日—2009年7月23日），越南共和國官員，曾任越南共和國財政部長。

## 生平
1925年4月21日，陳文健出生於法屬印度支那河內市。
1951年於河內大學取得法律高級研究文憑，後於國家行政學院擔任教授，1960年任預算及外援局專家，1962年任經濟部研究室主任，1964年任教育部內閣主任，1965年任財政部長。
2009年7月23日，陳文健在美國維珍尼亞州費爾法克斯逝世。

## 個人生活
已婚，育有三女。